# Nová Zhoř
Nová Zhoř (dříve též Nové Dvory, německy Neu Zhorz) je malá vesnice, část obce Stránecká Zhoř v okrese Žďár nad Sázavou. Nachází se asi 1,5 km na jihozápad od Stránecké Zhoře. V roce 2022 zde bylo evidováno 15 adres. V roce 2022 zde trvale žilo 35 obyvatel.
Nová Zhoř je také název katastrálního území o rozloze 1,37 km2.

## Další fotografie

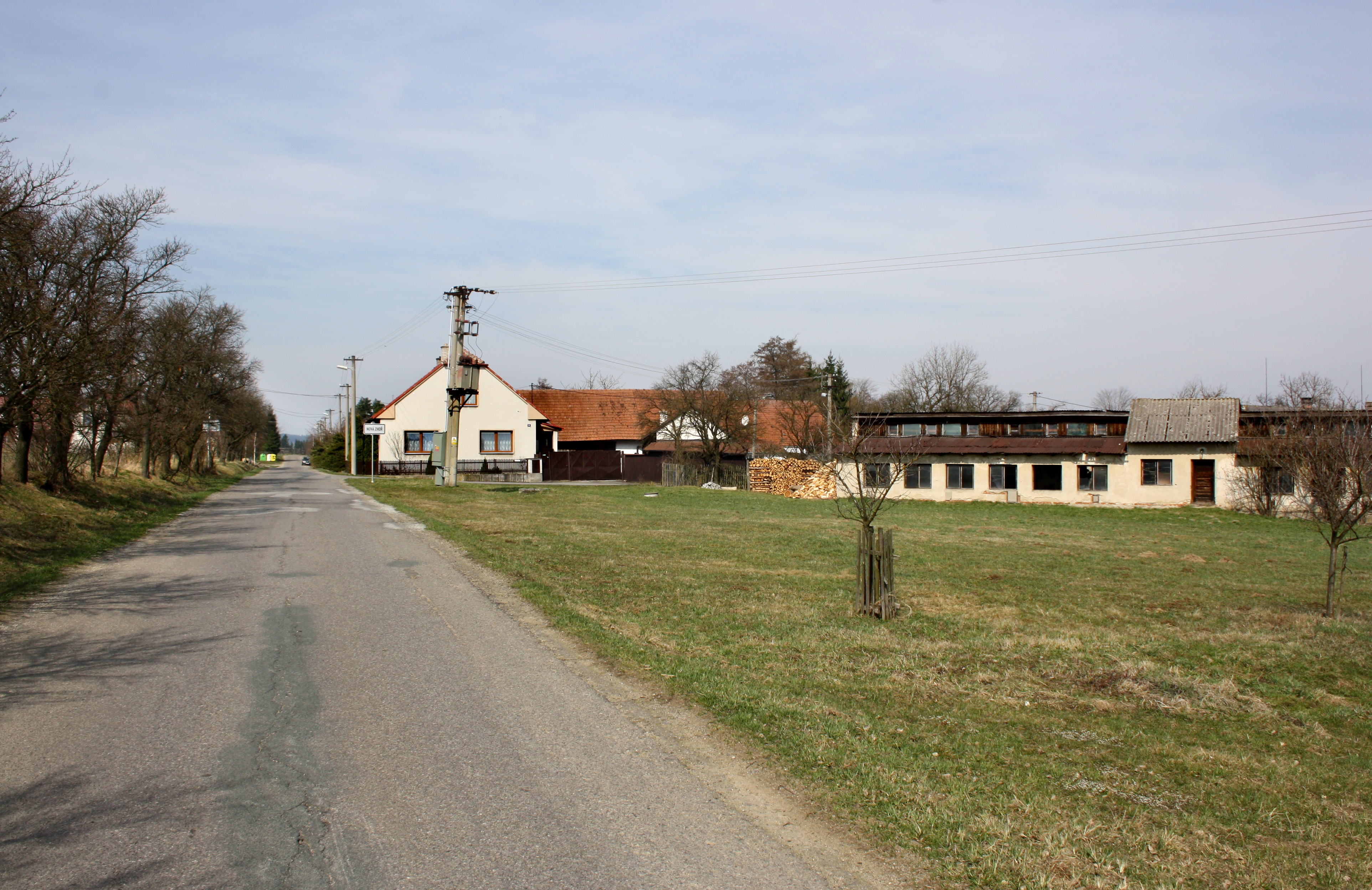
Příjezd do vsi
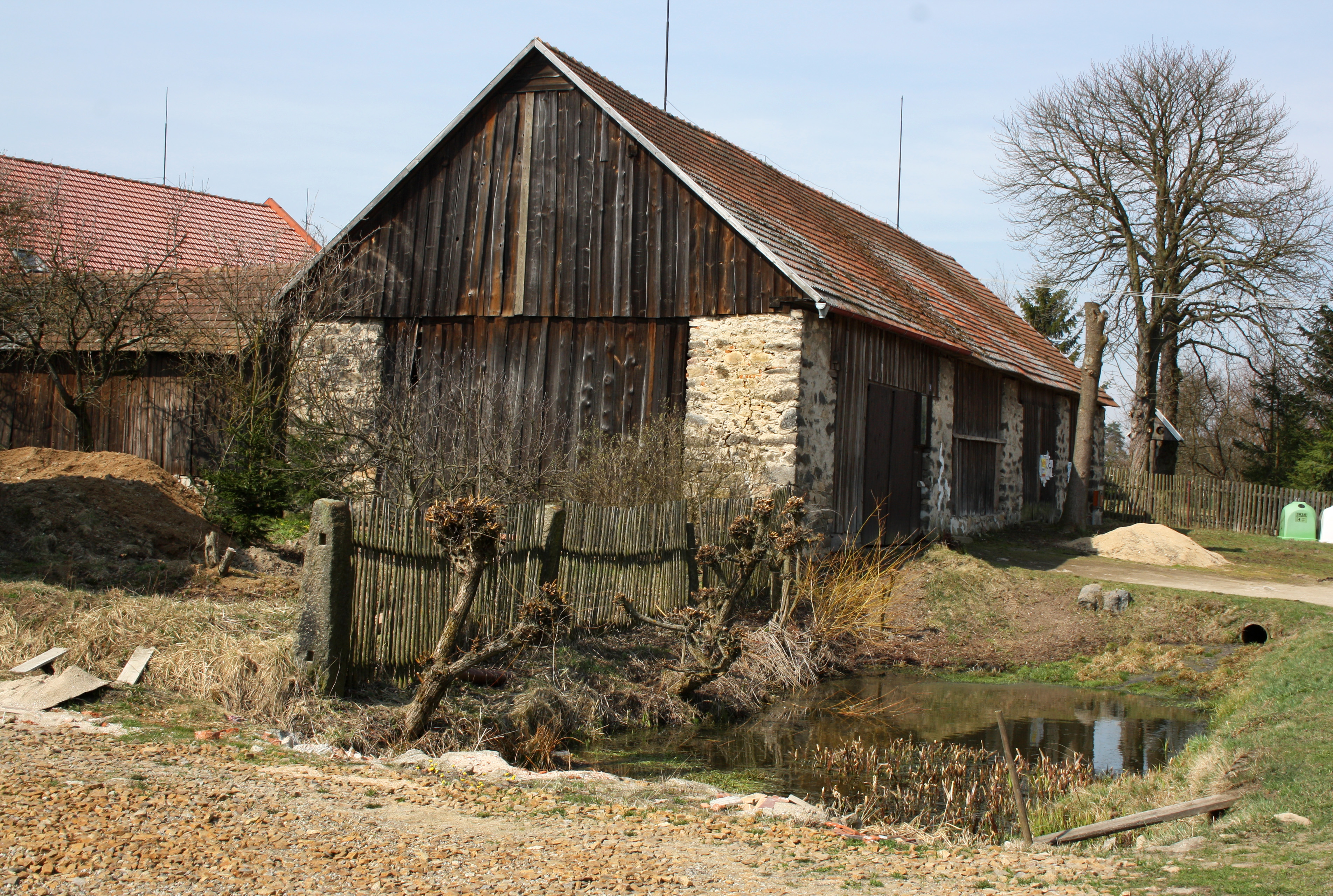
Stará stodola